# Rhaphuma strnadi
Rhaphuma strnadi là một loài bọ cánh cứng trong họ Cerambycidae.